# 絕命塔羅牌
《絕命塔羅牌》（英語：Tarot）是一部2024年美國超自然恐怖片，由史賓賽·柯恩及安娜·哈貝格（Anna Halberg）編導（兩人的長片導演處女作），改編自尼可拉斯·亞當斯（Nicholas Adams）的1992年小說《占星術》（Horrorscope）。主演陣容包括哈麗特·斯萊特、阿丹·布拉德利（Adain Bradley）、艾凡蒂卡·范達努普、沃夫岡·諾沃葛拉茲、亨柏莉·岡薩雷斯（Humberly González）、拉森·湯普森與雅各布·貝塔隆。在片中，一群大學朋友違反塔羅牌的神聖規則後相繼死亡，導致他們與時間賽跑，共同努力揭開謎團。
《絕命塔羅牌》2024年5月3日在美國上映。

## 演員
- 哈麗特·斯萊特（英语：Harriet Slater (actress)）[6][7]飾演海莉（Haley）
- 阿丹·布拉德利（Adain Bradley）[8]飾演葛蘭（Grant）
- 艾凡蒂卡·范達努普（英语：Avantika Vandanapu）[8]飾演佩吉（Paige）
- 沃夫岡·諾沃葛拉茲（英语：Wolfgang Novogratz）[6]飾演盧卡斯（Lucas）
- 亨柏莉·岡薩雷斯（Humberly González）[9]飾演瑪德琳（Madeline）
- 拉森·湯普森（英语：Larsen Thompson）[6]飾演愛麗絲（Elise）
- 雅各布·貝塔隆[10]飾演派斯頓（Paxton）
- 歐文·弗勒（英语：Olwen Fouéré）[6]飾演阿瑪·艾斯特林（Alma Astryn）

## 製作
據Deadline Hollywood網站報導，尼可拉斯·亞當斯（Nicholas Adams）小說《占星術》（Horrorscope，1992年）將改編成電影，預定2022年6月展開製作，由雅各布·貝塔隆主演。電影由史賓賽·柯恩及安娜·哈貝格（Anna Halberg）編導，地面控制（Ground Control）的史考特·格拉斯戈爾德（Scott Glassgold）聯合合金娛樂的萊斯利·摩根斯坦與艾莉莎·科普洛維茲·杜頓共同製作。柯恩與哈貝格亦身兼執行製片人。幕寶電影公司也加入了本片的製作。2024年1月，本片更名為《絕命塔羅牌》（Tarot）。

## 發行
《絕命塔羅牌》2024年5月3日在美國上映。此前曾定檔2024年6月28日和2024年5月10日。

## 外部連結
- 官方网站
- 互联网电影数据库（IMDb）上《絕命塔羅牌》的资料（英文）